# Bolomys obscurus
Bolomys obscurus är en däggdjursart som först beskrevs av Waterhouse 1837.  Bolomys obscurus ingår i släktet Bolomys och familjen hamsterartade gnagare. Inga underarter finns listade.
Denna gnagare förekommer i södra Uruguay och nordöstra Argentina. Arten vistas i gräsmarker och marskland.